# SMARCA4
SMARCA4（SWI/SNF related, matrix associated, actin dependent regulator of chromatin, subfamily a, member 4）もしくはBRG1（BRM/SWI2-related gene 1）は、ヒトではSMARCA4遺伝子にコードされるタンパク質である。

## 機能
SMARCA4遺伝子にコードされるSMARCA4タンパク質はSWI/SNFファミリーに属し、ショウジョウバエのbrahmaタンパク質と類似している。このファミリーのメンバーはヘリカーゼ活性とATPアーゼ活性を持ち、遺伝子周辺のクロマチン構造を変化させることで特定の遺伝子の転写を調節していると考えられている。SMARCA4は巨大なATP依存性クロマチンリモデリング複合体（SWI/SNF複合体）の一部を構成する。この複合体は、通常はクロマチン構造によって抑制されている遺伝子の転写活性化に必要である。さらに、SMARCA4はBRCA1と結合するとともに、発がん性タンパク質CD44の発現を調節している。
SMARCA4（BRG1）は転写を活性化したり抑制したりする機能を果たす。BRG1は着床前期以降の発生に重要である。ノックアウト研究で示されているように、機能的なBRG1を持たない場合には胚は透明帯を破って孵化することができず、子宮内膜（子宮壁）への着床が阻害される。BRG1は精子の発生にも重要である。精子形成過程での減数第一分裂時には高レベルのBRG1が存在する。BRG1が遺伝的損傷を受けている場合、減数分裂は第一分裂前期で停止し、精子の発生阻害による不妊が引き起こされる。また、BRG1が平滑筋発生を補助することもノックアウト研究から示されている。BRG1がノックアウトされている場合、消化管の平滑筋は収縮性を欠き、一部のケースでは腸が不完全なものとなる。また、平滑筋発生におけるBRG1ノックアウトによる他の欠陥は、出生後の動脈管開存症などの心合併症である。

## 臨床的意義
SMARCA4（BRG1）は、がんで最も高頻度で変異が生じているATP依存性クロマチンリモデリング因子である。SMARCA4遺伝子の変異は、副腎と肺由来のヒトがん細胞株で最初に認識された。その後、髄芽腫、膵臓がんやその他多くの腫瘍においてかなりの頻度で変異がみられることが明らかとなった。
がんにおけるBRG1の変異はミスセンス変異の選択性が異常に高く、ATPアーゼドメインを標的としたヘテロ接合型変異が高頻度で生じている。変異は高度に保存されたATPアーゼ配列に集中しており、ATP結合ポケットやDNA結合面など機能的に重要な表面に位置している。こうした変異は優性に作用し、エンハンサーやプロモーター領域におけるクロマチン調節機能を変化させる。
BRG1の変異はMYC遺伝子の状況依存的な発現変化と関係しており、このことはBRG1とMYCが機能的に関係していることを示している。他の研究では、肺がんやその他の腫瘍種においてBRG1とレチノイン酸やグルココルチコイドによる細胞分化との因果関係が示されており、BRG1はがん細胞による未分化状態の遺伝子発現プログラムの維持を可能にし、重要な細胞過程の制御に影響を与えている。このことは、一部の白血病に対しては有効なこれらの化合物を用いた治療が肺がんやその他の固形腫瘍に対しては効果が乏しいことの説明にもなっている。
抗がん剤に対する感受性や抵抗性におけるBRG1の役割は、ヒ素ベースの抗がん剤であるダリナパルシンの作用機序の解明によって浮き彫りとなった。ダリナパルシンはBRG1のリン酸化を誘導し、クロマチンからの除去をもたらすことが示された。クロマチンから除去されることで、BRG1は転写コレギュレーターとして作用することができなくなる。その結果、細胞は保護酵素であるHO-1を発現することができなくなる。

## 相互作用
SMARCA4は次に挙げる因子と相互作用することが示されている。
- ACTL6A（英語版）[20][21]
- ARID1A（英語版）[20][21]
- ARID1B（英語版）[22][23]
- BRCA1[24][25]
- CTNNB1[26]
- CBX5[27]
- CREBBP（英語版）[28][29]
- CCNE1[30][31]
- ESR1[28][32]
- FANCA（英語版）[33][34]
- HSP90B1（英語版）[33]
- ING1（英語版）[35]
- Myc[36][37]
- NR3C1[38][39]
- P53[40]
- POLR2A（英語版）[20][21][41]
- PHB[42]
- SIN3A（英語版）[35][41]
- SMARCB1（英語版）[20][21][33][41][43]
- SMARCC1（英語版）[20][21][33][41]
- SMARCC2（英語版）[20][21][33]
- SMARCE1（英語版）[20][21]
- STAT2（英語版）[44]
- STK11[45]

## 関連文献
- “Involvement of the chromatin-remodeling factor BRG1/SMARCA4 in human cancer”. Epigenetics 3 (2):  64–8. (2008). doi:10.4161/epi.3.2.6153. PMID 18437052.
- “Sensing stress and responding to stress”. Stress-Inducible Cellular Responses. 77. (1996). 121–37. doi:10.1007/978-3-0348-9088-5_9. ISBN 978-3-0348-9901-7. PMID 8856972
- “Chromatin remodeling: nucleosomes bulging at the seams”. Current Biology 12 (7):  R245–7. (April 2002). doi:10.1016/S0960-9822(02)00782-0. PMID 11937040.